# Homoneura christophi
Homoneura christophi är en tvåvingeart som först beskrevs av Becker 1895.  Homoneura christophi ingår i släktet Homoneura och familjen lövflugor. Inga underarter finns listade i Catalogue of Life.